# Jaime Mata
Jaime Mata Arnaiz (Tres Cantos, España, 24 de octubre de 1988) es un futbolista español que juega de delantero en la U. D. Las Palmas de la Segunda División de España.

## Trayectoria

### Inicios en Madrid
Con orígenes en Valderredible (Cantabria) por vía materna, su carrera deportiva comenzó en Tres Cantos, en el año 2000, en las categorías inferiores del Galáctico Pegaso. En 2008 ascendió al primer equipo donde jugaría en Tercera División. En diciembre de 2009 firmó por el Rayo Vallecano "B", que entrenaba José Ramón Sandoval, por la lesión de Diamanka aunque fue inmediatamente cedido a la UD Socuéllamos porque la Federación no permitió su inscripción. A su regreso al filial fue descartado por el técnico del filial por lo que fue cedido, en esta ocasión, al CD Móstoles donde lograría veinticinco tantos. En la temporada 2011-12, el técnico José Manuel Jimeno decidió darle la oportunidad de debutar en Segunda B. Jaime fue el máximo goleador del filial con 9 goles en 37 encuentros.

### Etapa en Lérida y Gerona
En julio de 2012 fichó por el Lleida Esportiu de 2.ª División B. En solo dos temporadas en el club logró 32 goles en 78 partidos, quedándose en dos ocasiones a las puertas del ascenso a 2.ª División. Así, en junio de 2014 firmó por dos temporadas con el Girona FC que por aquel entonces disputaba en la Segunda División Española. Su rendimiento en el club gerundense fue destacado al anotar 21 tantos en 82 encuentros, volviendo a disputar dos play-offs de ascenso sin éxito.

### Real Valladolid
El 30 de junio de 2016 fichó por el Real Valladolid por dos temporadas. En su primera campaña, en la que coincidió con Raúl de Tomas y José Arnaiz, no logró asentarse en el once titular (no solía jugar en su posición natural) y apenas marcó seis goles en toda la temporada. Sin embargo, en la temporada 2017/18 consiguió el ascenso a Primera División con el conjunto vallisoletano, siendo el máximo goleador de la categoría en esta temporada con 35 tantos (33 en liga y 2 en play-off) y fue jugador decisivo para lograr el ascenso a 1.ª División. Su registro fue el segundo mejor en la historia de la categoría, solo por detrás del logrado por Ricardo Alós que logró anotar 46 goles en la temporada 1956-1957.

### Getafe
El 2 de julio de 2018 firmó tres temporadas con el Getafe Club de Fútbol. El 19 de agosto hizo su debut en Primera División en una derrota, en el Santiago Bernabéu, ante el Real Madrid por 2-0. El 1 de octubre marcó su primer gol en un empate a uno, en Balaídos, ante el Celta de Vigo. El 25 de noviembre logró su segundo gol en la máxima categoría ante el Athletic Club. A partir de esa jornada, se estableció como titular en el equipo dirigido por Bordalás. El 9 de febrero, con un doblete ante el Celta de Vigo, inició una gran racha goleadora que se mantuvo en las siguientes cuatro jornadas lo que le convirtió en el primer jugador en la historia del equipo azulón en conseguirlo.

### U. D. Las Palmas
El 27 de junio de 2024 fichó libre por la U. D. Las Palmas por una temporada con opción a una más.

## Selección nacional
El 15 de marzo de 2019 fue convocado por el técnico de la selección española, Luis Enrique, de cara a los dos partidos de clasificación para la Eurocopa 2020 ante Noruega y Malta. Debutó de forma oficial con el combinado español, el 23 de marzo de 2019, en el partido disputado contra la selección noruega en Valencia, entrando en el minuto 88 en sustitución de Álvaro Morata donde el delantero madrileño cumplió el sueño de vestir la camiseta de "la Roja".

## Estadísticas

### Clubes
Actualizado al último partido disputado el 8 de noviembre de 2024.
| Club                           | Div.          | Temporada     | Liga  | Liga  | Copas nacionales | Copas nacionales | Copas internacionales | Copas internacionales | Total | Total |
| Club                           | Div.          | Temporada     | Part. | Goles | Part.            | Goles            | Part.                 | Goles                 | Part. | Goles |
| ------------------------------ | ------------- | ------------- | ----- | ----- | ---------------- | ---------------- | --------------------- | --------------------- | ----- | ----- |
| Galáctico Pegaso · España      | 3.ª           | 2008-09       | 42    | 17    | —                | —                | —                     | —                     | 42    | 17    |
| Galáctico Pegaso · España      | Total club    | Total club    | 42    | 17    | 0                | 0                | 0                     | 0                     | 42    | 17    |
| U. D. Socuéllamos · España     | 3.ª           | 2009-10       | 18    | 8     | —                | —                | —                     | —                     | 18    | 8     |
| U. D. Socuéllamos · España     | Total club    | Total club    | 18    | 8     | 0                | 0                | 0                     | 0                     | 18    | 8     |
| C. D. Móstoles · España        | 3.ª           | 2010-11       | 37    | 25    | —                | —                | —                     | —                     | 37    | 25    |
| C. D. Móstoles · España        | Total club    | Total club    | 37    | 25    | 0                | 0                | 0                     | 0                     | 37    | 25    |
| Rayo Vallecano B · España      | 2.ª B         | 2011-12       | 37    | 9     | —                | —                | —                     | —                     | 37    | 9     |
| Rayo Vallecano B · España      | Total club    | Total club    | 37    | 9     | 0                | 0                | 0                     | 0                     | 37    | 9     |
| Lleida Esportiu · España       | 2.ª B         | 2012-13       | 38    | 17    | —                | —                | —                     | —                     | 38    | 17    |
| Lleida Esportiu · España       | 2.ª B         | 2013-14       | 44    | 17    | —                | —                | —                     | —                     | 44    | 17    |
| Lleida Esportiu · España       | Total Club    | Total Club    | 82    | 34    | 0                | 0                | 0                     | 0                     | 82    | 34    |
| Girona F. C. · España          | 2.ª           | 2014-15       | 40    | 12    | 1                | 0                | —                     | —                     | 41    | 12    |
| Girona F. C. · España          | 2.ª           | 2015-16       | 41    | 9     | 0                | 0                | —                     | —                     | 41    | 9     |
| Girona F. C. · España          | Total Club    | Total Club    | 81    | 21    | 1                | 0                | 0                     | 0                     | 82    | 21    |
| Real Valladolid C. F. · España | 2.ª           | 2016-17       | 28    | 5     | 3                | 1                | —                     | —                     | 31    | 6     |
| Real Valladolid C. F. · España | 2.ª           | 2017-18       | 43    | 35    | 2                | 0                | —                     | —                     | 45    | 35    |
| Real Valladolid C. F. · España | Total club    | Total club    | 71    | 40    | 5                | 1                | 0                     | 0                     | 76    | 41    |
| Getafe C. F. · España          | 1.ª           | 2018-19       | 34    | 14    | 4                | 2                | —                     | —                     | 38    | 16    |
| Getafe C. F. · España          | 1.ª           | 2019-20       | 34    | 11    | 0                | 0                | 7                     | 3                     | 41    | 14    |
| Getafe C. F. · España          | 1.ª           | 2020-21       | 33    | 5     | 2                | 0                | —                     | —                     | 35    | 5     |
| Getafe C. F. · España          | 1.ª           | 2021-22       | 22    | 1     | 2                | 3                | —                     | —                     | 24    | 4     |
| Getafe C. F. · España          | 1.ª           | 2022-23       | 18    | 1     | 2                | 0                | —                     | —                     | 20    | 1     |
| Getafe C. F. · España          | 1.ª           | 2023-24       | 35    | 5     | 3                | 1                | —                     | —                     | 38    | 6     |
| Getafe C. F. · España          | Total club    | Total club    | 176   | 37    | 13               | 6                | 7                     | 3                     | 196   | 46    |
| U. D. Las Palmas · España      | 1.ª           | 2024-25       | 11    | 0     | 1                | 4                | —                     | —                     | 12    | 4     |
| U. D. Las Palmas · España      | Total club    | Total club    | 11    | 0     | 1                | 4                | 0                     | 0                     | 12    | 4     |
| Total carrera                  | Total carrera | Total carrera | 555   | 191   | 20               | 11               | 7                     | 3                     | 582   | 205   |

## Palmarés

### Como jugador

#### Otros logros
| Título                     | Club            | Sede   | Año     |
| -------------------------- | --------------- | ------ | ------- |
| Ascenso a Primera División | Real Valladolid | España | 2017-18 |

### Distinciones individuales
| Distinción                                             | Año  |
| ------------------------------------------------------ | ---- |
| Mejor jugador de la Liga 1\|2\|3 de septiembre         | 2017 |
| Trofeo Pichichi de Segunda División                    | 2018 |
| Mejor jugador de La Liga Santander de febrero          | 2019 |
| UEFA Equipo Revelación de La Liga mejor centrocampista | 2019 |